# Torre del Lago Puccini
Torre del Lago Puccini – miasto w gminie Viareggio, w prowincji Lukka, w Toskanii, we Włoszech. Miasto zamieszkuje 14 000 stałych mieszkańców (2005). Jest położone między jeziorem Massaciuccoli a Morzem Liguryjskim. 
Jezioro Massaciuccoli to płytki zbiornik wodny o powierzchni około 6,9 km2. Jest pozostałością dużej laguny, która powstała między rzekami Arno i Serchio. 
Region jeziora ma duże znaczenie ekologiczne, jest fragmentem rezerwatu przyrody Chiarone. Nad jeziorem położonych jest kilka miejscowości, m.in. Torre del Lago Puccini.

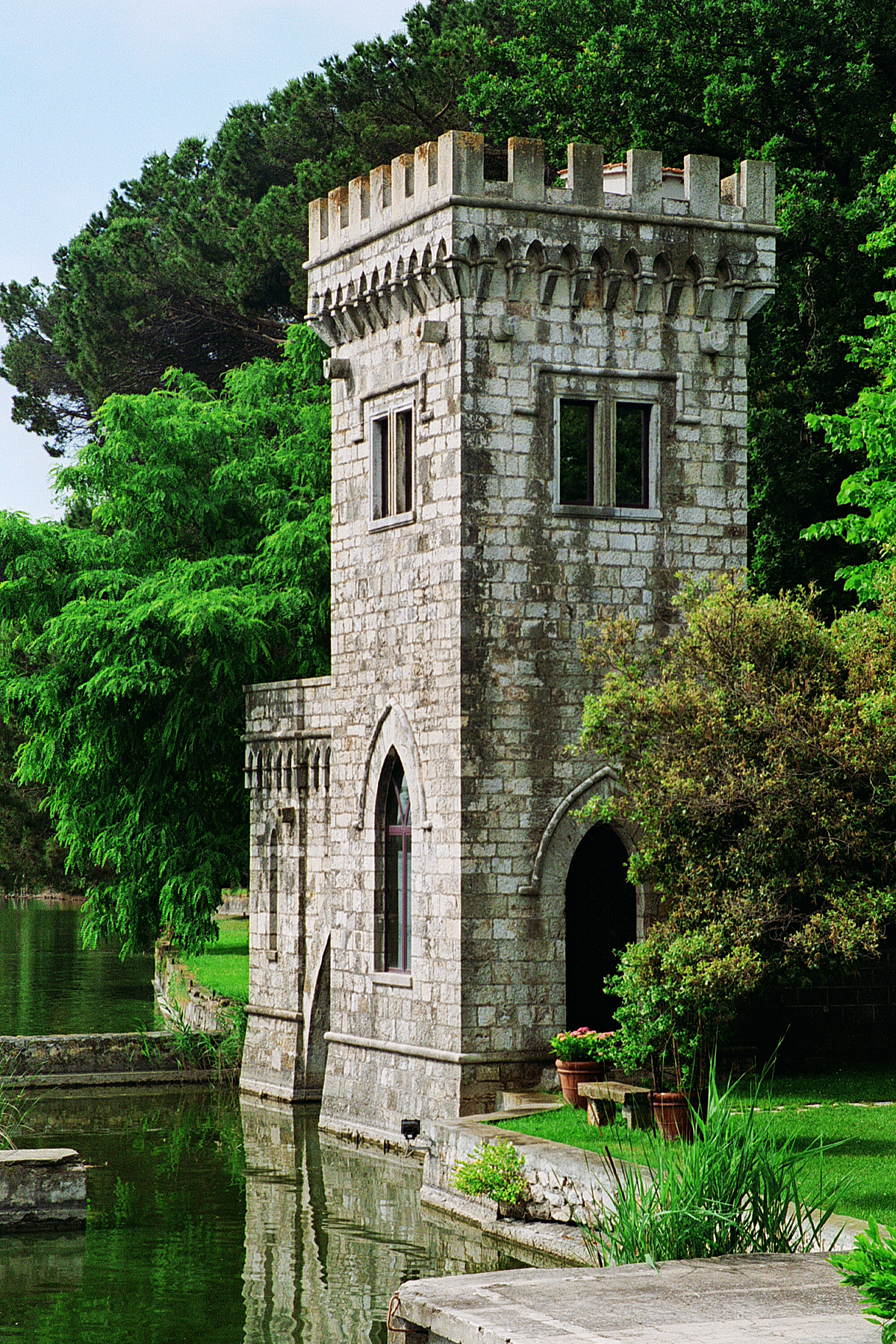
Wieża, od której pochodzi nazwa Torre del Lago

## Etymologia nazwy miasta
Wcześniejsza nazwa miasta Torre del Lago pochodzi od wieży zbudowanej między XV a XVI wiekiem w pobliżu jeziora Massaciuccoli. 
W dniu 21 grudnia 1938 do nazwy pierwotnej Torre del Lago dodano nazwisko Puccini w hołdzie dla najsłynniejszego mieszkańca, kompozytora wielu znanych oper. W praktyce używane są obydwie nazwy, Torre del Lago i aktualna Torre del Lago Puccini.

## Interesujące obiekty
W historycznym centrum Torre del Lago można zobaczyć kilka secesyjnych domów. 

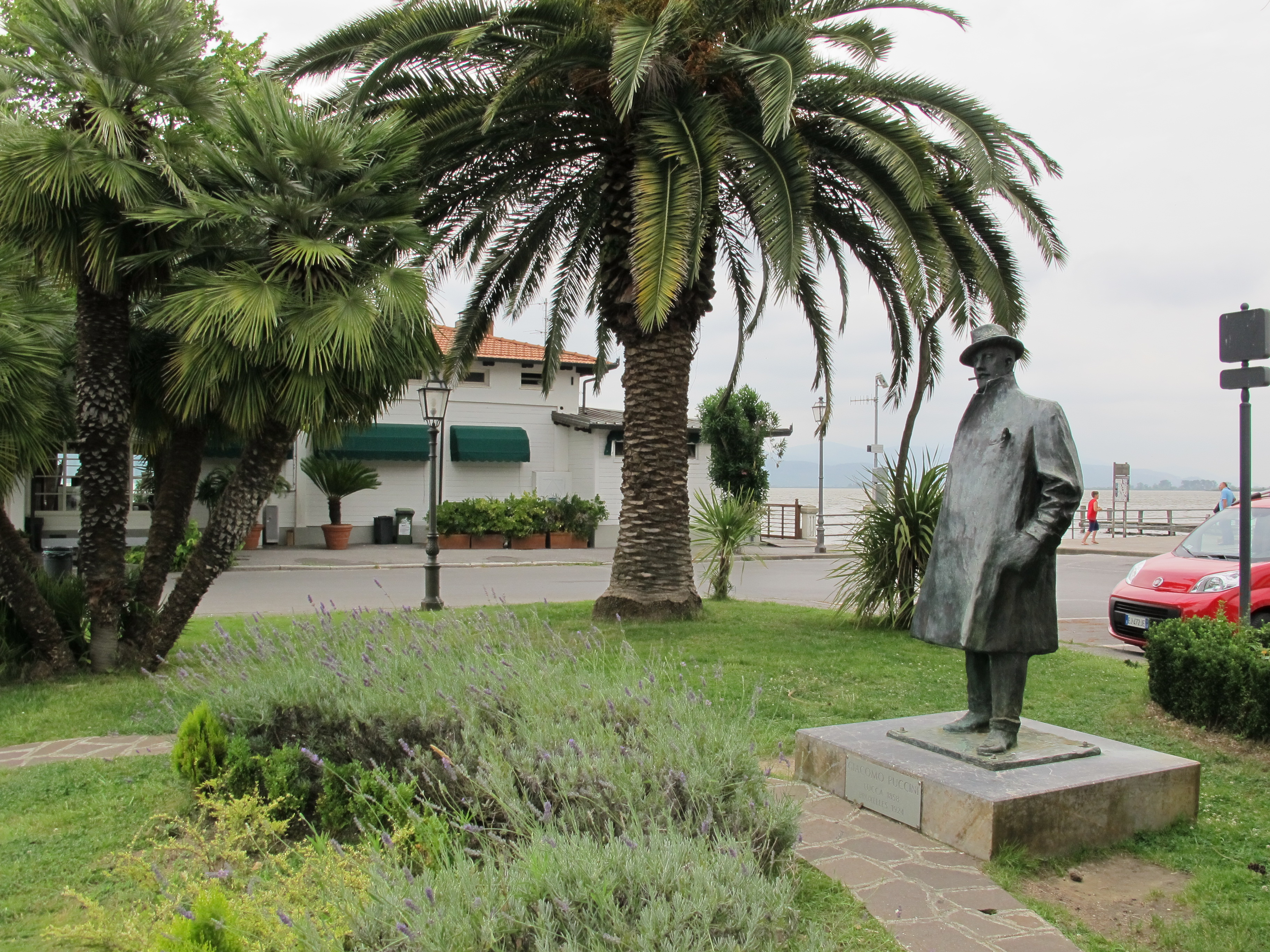
Pomnik Gicomo Pucciniego w Torre del Lago Puccini

- Villa Puccini(inne języki) znajduje się naprzeciwko jeziora Massaciuccoli. W 1880 Puccini opuścił rodzinną Lukkę, aby studiować w Konserwatorium w Mediolanie. Gdy wrócił do Toskanii, kupił dom z widokiem na jezioro Massaciuccoli i przekształcił go w dwupiętrowy pałac z freskami i dekoracjami. W tej rezydencji skomponował opery: Tosca, Madame Butterfly, Dziewczyna ze Złotego Zachodu (La fanciulla del West), Jaskółka (opera) (La Rondine) i Tryptyk[3][4].

Willa, obecnie muzeum, jest taka sama jak wtedy, gdy była zamieszkana przez Pucciniego i jest odwiedzana przez miłośników opery z całego świata.
- Villa Borbone(inne języki), pierwotnie zbudowana w 1822, a następnie kilkakrotnie powiększana i modyfikowana, była rezydencją Marii Ludwiki Hiszpańskiej, księżnej Lukki w latach 1817-1824. W 1985 willa została przekazana gminie Viareggio do użytku kulturalnego, a później została odrestaurowana we współpracy z Uniwersytetem w Pizie. Obecnie willa jest wykorzystywana jako miejsce wydarzeń i pokazów.
- Villa Orlando(inne języki) - pałac położony naprzeciwko jeziora Massaciuccoli, jego wejście znajduje się przy Via Puccini, w miejscu, gdzie kiedyś stała wieża. W 1896 willę kupił Salvatore Orlando, a jego spadkobiercy są obecnymi właścicielami.
- Kościół San Giuseppe(inne języki) - główny kościół Torre del Lago, wzniesiony 28 listopada 1776, zarówno wewnątrz, jak i na fasadzie znajdują się freski lokalnego malarza Lanfranco Orlandi (1931-2007). W kościele, 29 listopada 1926, dwa lata po śmierci Pucciniego w Belgii, odbył się jego uroczysty pogrzeb. Został pochowany w rezydencji Villa Puccini[5].

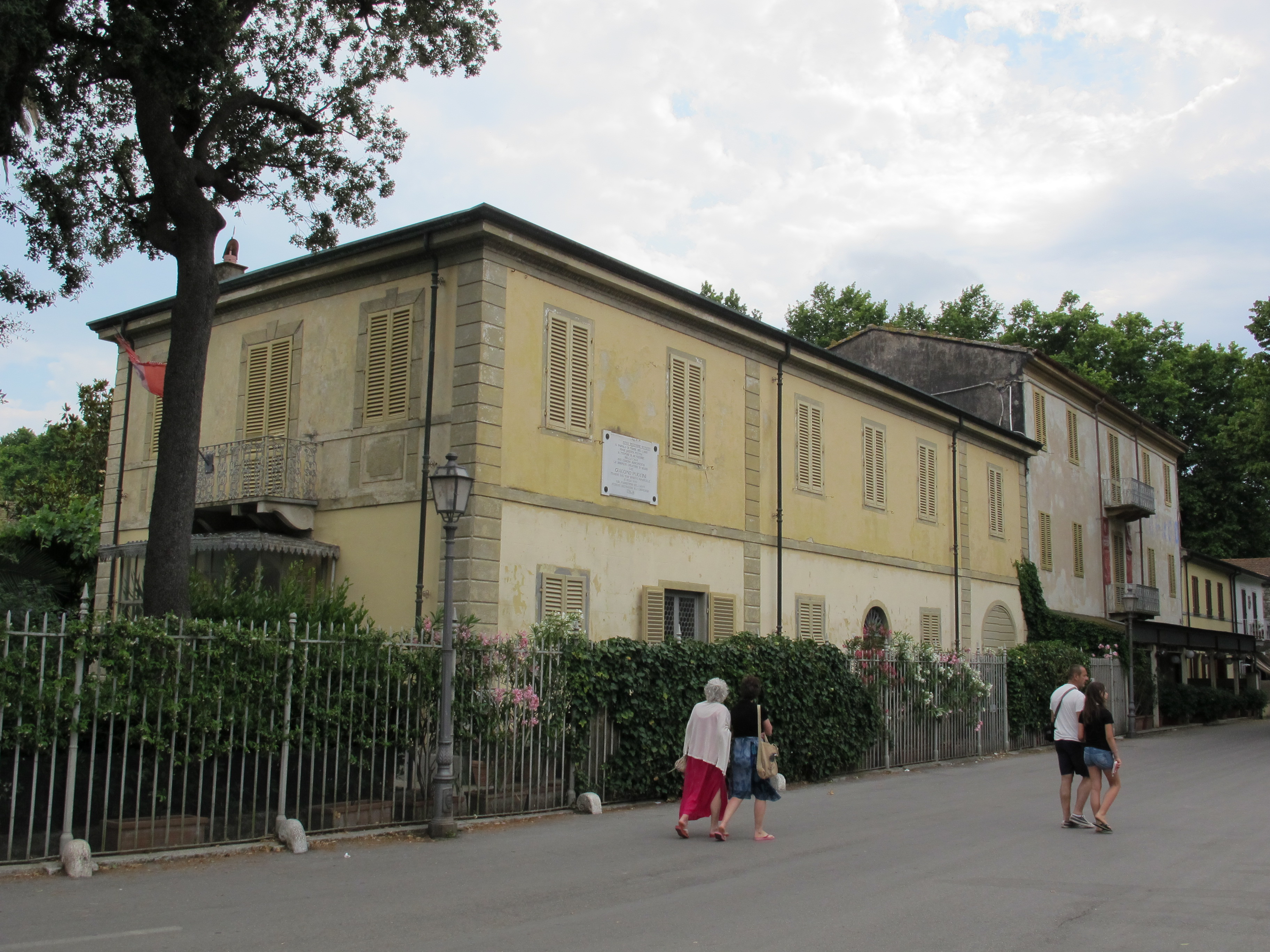
Villa Puccini
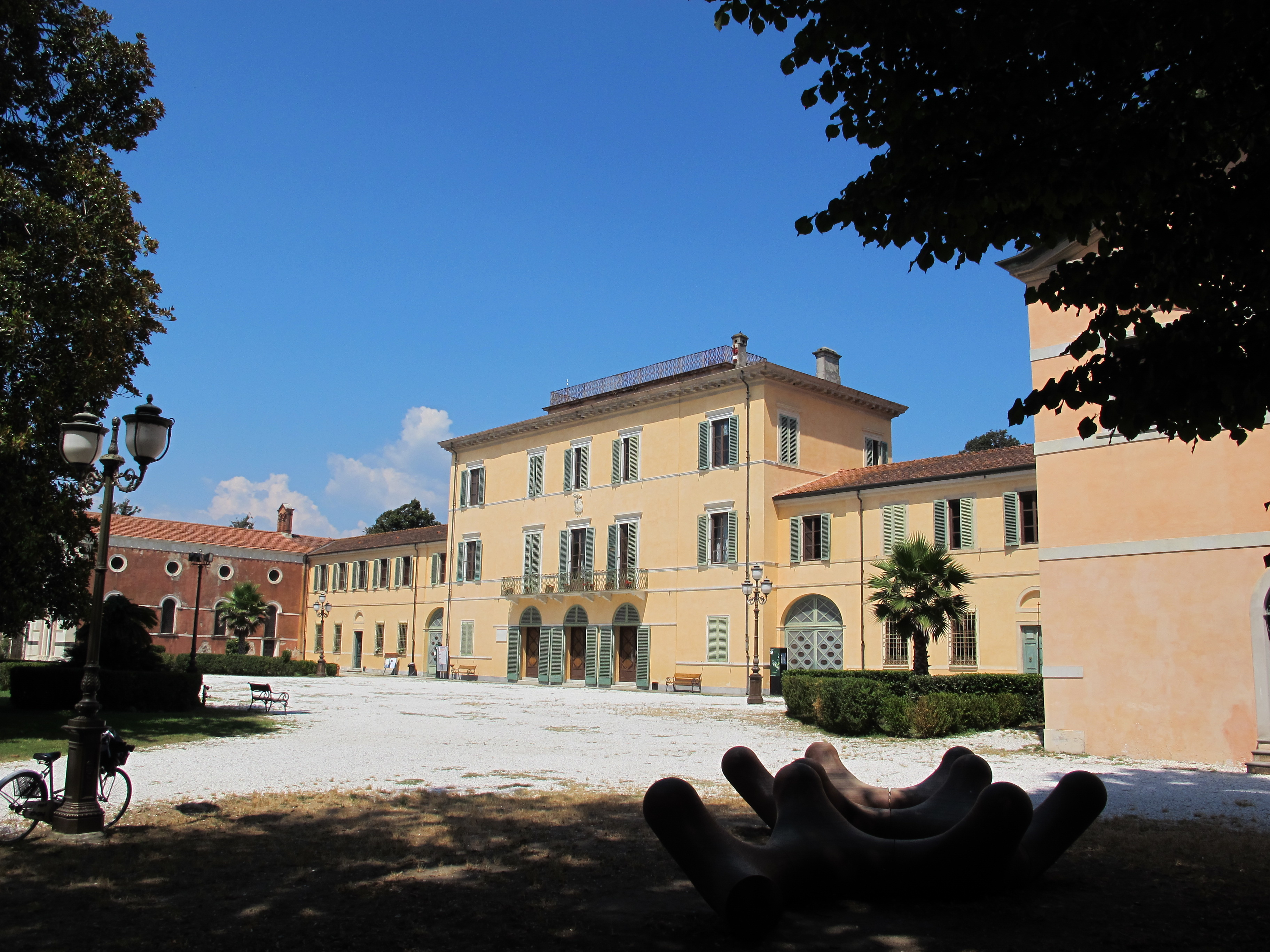
Villa Borbone
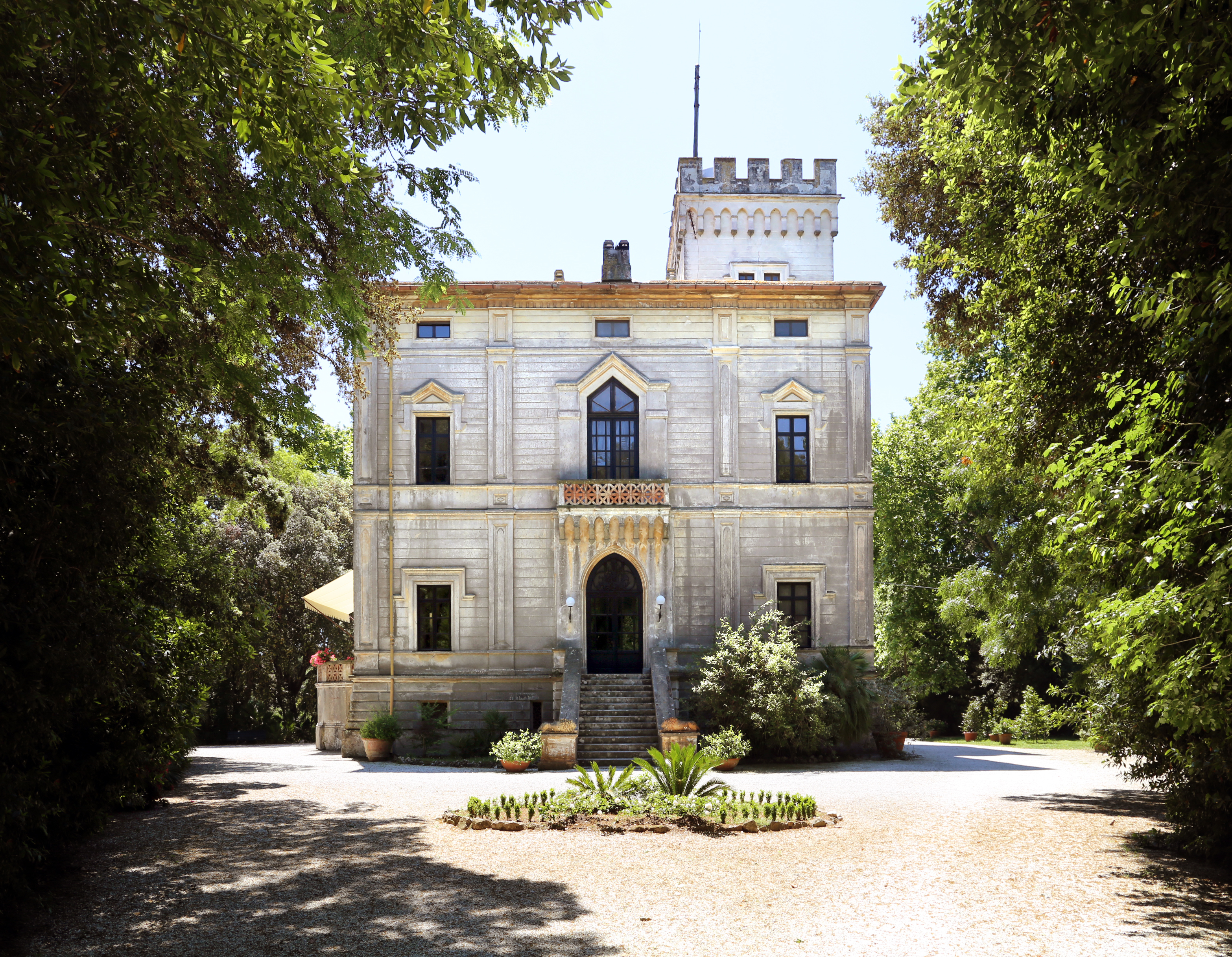
Villa Orlando
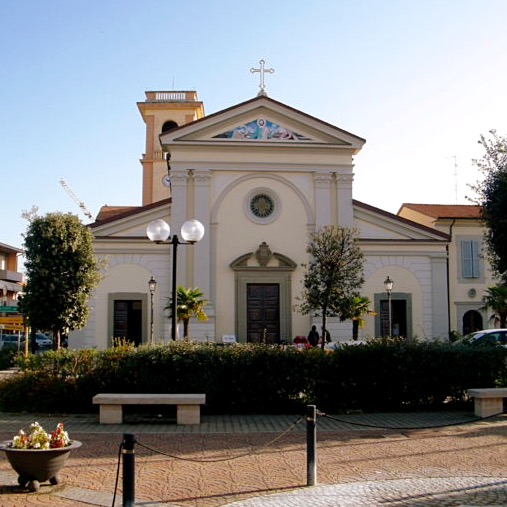
Koścół San Giuseppe (Św. Józefa)

## Atrakcje

### Festiwal Pucciniego
Festiwal Pucciniego w Torre del Lago narodził się w 1930 roku z pomysłu kompozytora:

… Zawsze tu przyjeżdżam i biorę łódkę, żeby postrzelać do bekasów… Ale kiedyś chciałbym tu przyjechać i posłuchać mojej pracy na świeżym powietrzu…

Festiwal Pucciniego odbywa się w teatrze Gran Teatro, na świeżym powietrzu, w niewielkiej odległości od Villa Puccini. Na wystawiane opery Pucciniego przyjeżdża rokrocznie ok. 40 000 osób.

### Plaża Lecciona
Torre del Lago słynie również z nadmorskiej dzielnicy Marina di Torre del Lago, bardzo ruchliwej w miesiącach letnich, z wieloma restauracjami i klubami nocnymi, a także z plaży Lecciona, jednego z najbardziej znanych kurortów przyjaznych gejom we Włoszech jako miejsca docelowego dla turystyki LGBT. 5 czerwca 2022 na plaży Lecciona zainaugurowano pierwszą w okolicy plażę nudystów.